# Serbisches Alphabet

Serbisches kyrillisches Alphabet

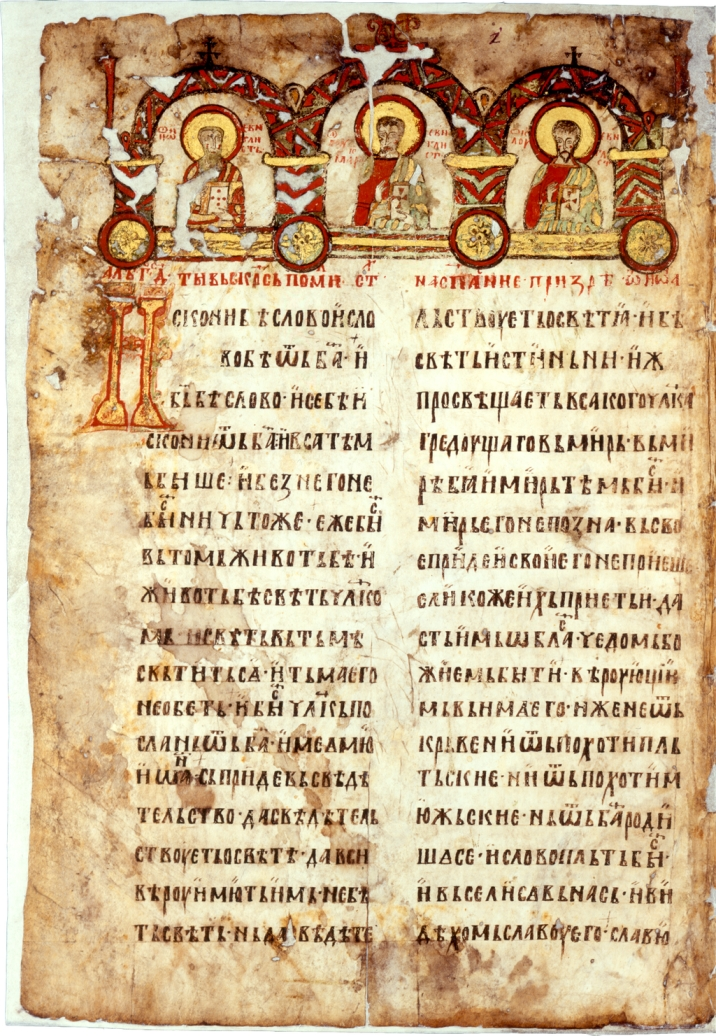
Miroslav-Evangelium, UNESCO-Welterbe Serbiens, geschrieben in serbischer kyrillischer Schrift

Das serbische kyrillische Alphabet (Serbisch: Српска ћирилица азбука / Srpska ćirilica azbuka; 9. Jahrhundert – Gegenwart) ist eine Variante der kyrillischen Schrift mit 30 Buchstaben, die gewöhnlich zum Schreiben der serbischen Sprache verwendet wird (aber auch andere Sprachen abbilden kann) und ihren Ursprung im mittelalterlichen Serbien hat. Sie wurde im 19. Jahrhundert vom serbischen Philologen und Linguisten Vuk Karadžić reformiert. Es ist eines der beiden Alphabete, die zur Schrift des modernen Standard-Serbischen verwendet werden, neben dem lateinischen Alphabet.
Das reformierte Serbisch basierte sein Alphabet auf der vorherigen slawisch-serbischen Schrift des 18. Jahrhunderts und folgte dem Prinzip „Schreibe, wie du sprichst, und lies, wie es geschrieben wird“. Dabei wurden veraltete Buchstaben und Buchstaben, die iotierte Vokale darstellen, entfernt, stattdessen wurden spitze Klammern aus dem lateinischen Alphabet eingeführt und mehrere Konsonantenbuchstaben für Laute hinzugefügt, die für die serbische Phonologie spezifisch sind. Im selben Zeitraum passten Linguisten unter der Leitung von Ljudevit Gaj das lateinische Alphabet an, das in westlichen südslawischen Gebieten verwendet wird, und verwendeten dabei dieselben Prinzipien. Als Ergebnis dieser gemeinsamen Anstrengung weisen das serbische kyrillische Alphabet und das lateinische Alphabet von Gaj eine vollständige Eins-zu-eins-Kongruenz auf, wobei die lateinischen Digraphen Lj, Nj und Dž als einzelne Buchstaben gelten.
Das aktualisierte serbische kyrillische Alphabet wurde 1868 im Fürstentum Serbien offiziell eingeführt und war bis zur Zwischenkriegszeit dort ausschließlich in Gebrauch. Beide Alphabete hatten im Königreich Jugoslawien und später in der Sozialistischen Föderativen Republik Jugoslawien offiziellen Status. Aufgrund des gemeinsamen Kulturraums wurde Gajs lateinisches Alphabet seitdem schrittweise in der Sozialistischen Republik Serbien übernommen, und beide Schriften werden verwendet, um modernes Standard-Serbisch zu schreiben. In Serbien wird Kyrillisch als traditioneller angesehen und hat den offiziellen Status (in der Verfassung als „offizielle Schrift“ bezeichnet, im Vergleich zum Status des Lateinischen als „Schrift im offiziellen Gebrauch“, der durch ein Gesetz auf niedrigerer Ebene für nationale Minderheiten festgelegt wurde). Es ist neben Gajs lateinischem Alphabet auch eine offizielle Schrift in Bosnien und Herzegowina sowie in Montenegro.

## Offizielle Verwendung
Serbisch-Kyrillisch ist in Serbien, Montenegro sowie Bosnien und Herzegowina im offiziellen Gebrauch. Obwohl Bosnien offiziell beide Alphabete akzeptiert, wird in der Föderation Bosnien und Herzegowina fast ausschließlich die lateinische Schrift verwendet, während in der Republika Srpska Kyrillisch im alltäglichen Gebrauch ist. Die Serbische Sprache in Kroatien wird offiziell als Minderheitensprache anerkannt; die Verwendung von Kyrillisch auf zweisprachigen Schildern hat jedoch zu Vandalismus geführt.
Serbisch-Kyrillisch ist ein wichtiges Symbol der serbischen Identität. In Serbien werden offizielle Dokumente ausschließlich in kyrillischer Schrift gedruckt[1], obwohl einer Umfrage aus dem Jahr 2014 zufolge 47 % der serbischen Bevölkerung das lateinische Alphabet und 36 % kyrillische Schrift verwenden.

## Modernes Alphabet

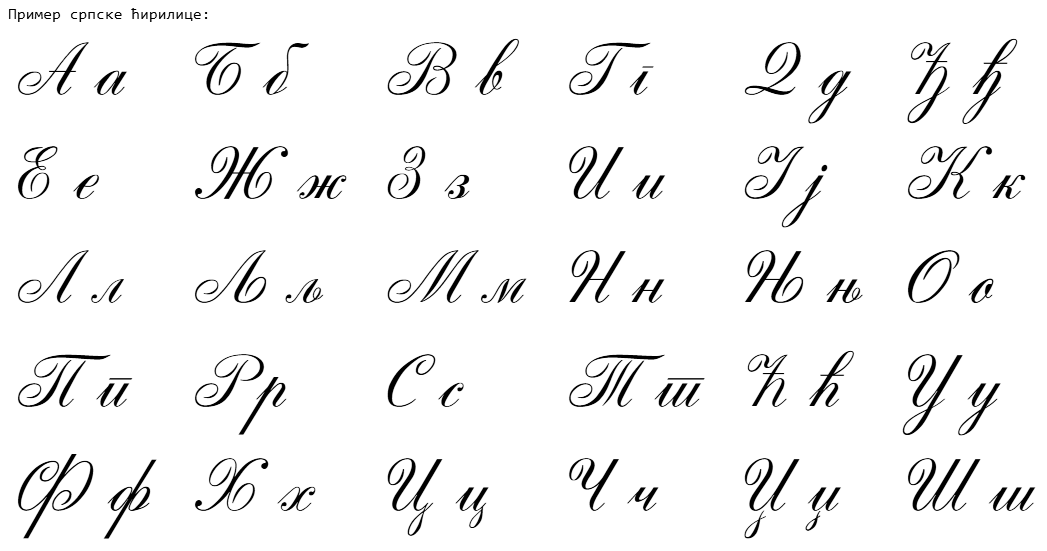
Beispiel eines typischen kursiven modernen serbischen kyrillischen Alphabets

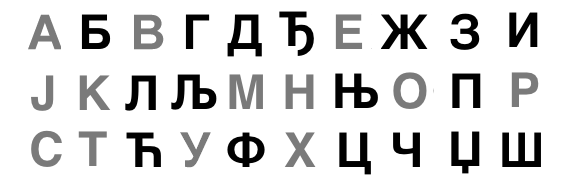
Großbuchstaben des serbischen kyrillischen Alphabets

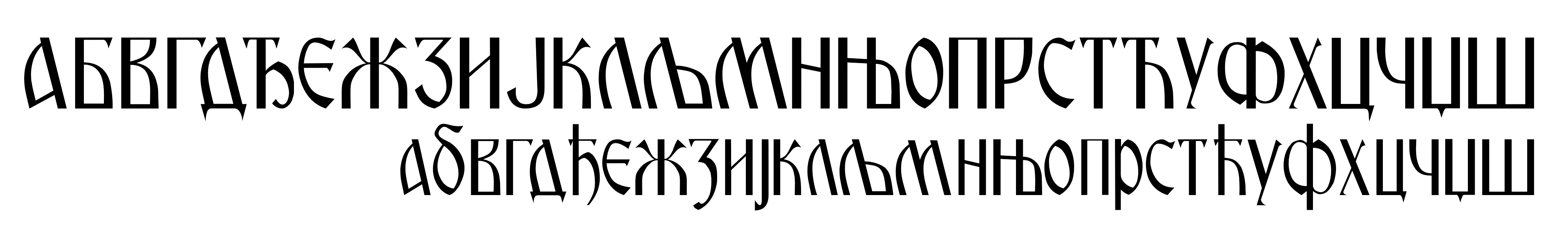
Beispiel für einen typischen antiken Stil im serbischen kyrillischen Alphabet

Die folgende Tabelle enthält die Groß- und Kleinbuchstaben des serbischen kyrillischen Alphabets sowie die entsprechenden Formen im serbischen lateinischen Alphabet für jeden Buchstaben. Die Buchstaben haben keine Namen und Konsonanten werden normalerweise als solche ausgesprochen, wenn eine Rechtschreibung erforderlich ist (oder von einem kurzen Schwa gefolgt, z. B. /fə/):
| Kyrillisch | Lateinisch |
| ---------- | ---------- |
| А а        | A a        |
| Б б        | B b        |
| В в        | V v        |
| Г г        | G g        |
| Д д        | D d        |
| Ђ ђ        | Đ đ        |
| Е е        | E e        |
| Ж ж        | Ž ž        |
| З з        | Z z        |
| И и        | I i        |
| Ј ј        | J j        |
| К к        | K k        |
| Л л        | L l        |
| Љ љ        | Lj lj      |
| М м        | M m        |

| Kyrillisch | Lateinisch |
| ---------- | ---------- |
| Н н        | N n        |
| Њ њ        | Nj nj      |
| О о        | O o        |
| П п        | P p        |
| Р р        | R r        |
| С с        | S s        |
| Т т        | T t        |
| Ћ ћ        | Ć ć        |
| У у        | U u        |
| Ф ф        | F f        |
| Х х        | H h        |
| Ц ц        | C c        |
| Ч ч        | Č č        |
| Џ џ        | Dž dž      |
| Ш ш        | Š š        |

## Übersichtstabellen
| A | a | B  | b  | C | c | Č | č | Ć  | ć  | D | d | Dž | dž | Đ | đ | E | e | F | f | G | g | H | h | I | i | J | j | K | k |
| А | а | Б  | б  | Ц | ц | Ч | ч | Ћ  | ћ  | Д | д | Џ  | џ  | Ђ | ђ | Е | е | Ф | ф | Г | г | Х | х | И | и | Ј | ј | К | к |
| L | l | Lj | lj | M | m | N | n | Nj | nj | O | o | P  | p  | R | r | S | s | Š | š | T | t | U | u | V | v | Z | z | Ž | ž |
| Л | л | Љ  | љ  | М | м | Н | н | Њ  | њ  | О | о | П  | п  | Р | р | С | с | Ш | ш | Т | т | У | у | В | в | З | з | Ж | ж |

| А | а | Б  | б  | В | в | Г | г | Д | д | Ђ | ђ | Е | е | Ж | ж | З | з | И | и | Ј | ј | К | к | Л | л | Љ  | љ  | М | м |
| A | a | B  | b  | V | v | G | g | D | d | Đ | đ | E | e | Ž | ž | Z | z | I | i | J | j | K | k | L | l | Lj | lj | M | m |
| Н | н | Њ  | њ  | О | о | П | п | Р | р | С | с | Т | т | Ћ | ћ | У | у | Ф | ф | Х | х | Ц | ц | Ч | ч | Џ  | џ  | Ш | ш |
| N | n | Nj | nj | O | o | P | p | R | r | S | s | T | t | Ć | ć | U | u | F | f | H | h | C | c | Č | č | Dž | dž | Š | š |

## Geschichte

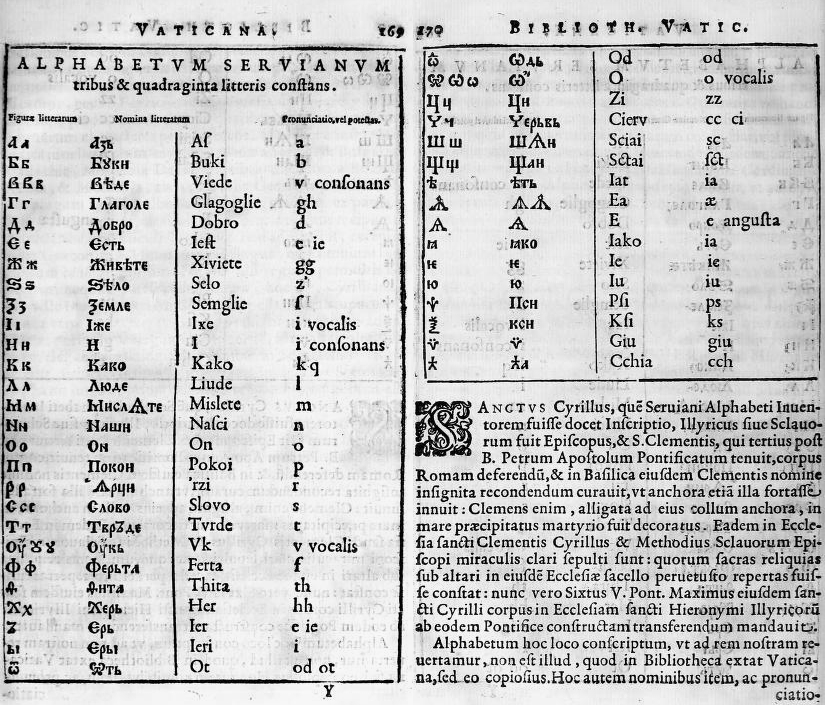
Serbisches kyrillisches Alphabet von der Biblioteca Apostolica Vaticana, dem Heiligen Kyrill und Method zugeschrieben, 16. Jahrhundert

### Altkyrillisches Alphabet
Der Überlieferung zufolge wurde die glagolitische Schrift in den 860er Jahren von den byzantinischen christlichen Missionaren und Brüdern Kyrill und Method erfunden, während der Christianisierung der Slawen. Das glagolitische Alphabet scheint älter zu sein, es existierte schon vor der Einführung des Christentums, wurde erst von Kyrill formalisiert und um nicht-griechische Laute erweitert. Das glagolitische Alphabet wurde in späteren Jahrhunderten allmählich durch die kyrillische Schrift ersetzt, die von Kyrills Schülern entwickelt wurde, möglicherweise an der Preslawischen Literaturschule am Ende des 9. Jahrhunderts.

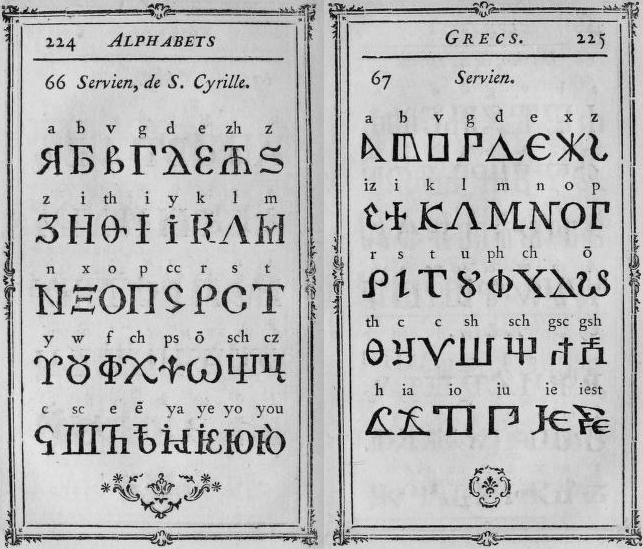
Serbische kyrillische Alphabetschrift von Pierre Simon Fournier, 18. Jahrhundert

Die früheste Form des Kyrillischen war der Ustav, der auf der griechischen Unzialschrift basierte und durch Ligaturen und Buchstaben aus dem glagolitischen Alphabet für Konsonanten ergänzt wurde, die im Griechischen nicht vorkommen. Es gab keine Unterscheidung zwischen Groß- und Kleinbuchstaben. Die Standardsprache basierte auf dem slawischen Dialekt von Thessaloniki.

### Mittelalter
Zum serbischen literarischen Erbe des Mittelalters zählen Werke wie die Temnić-Inschrift, das Miroslav-Evangelium, das Vukan-Evangelium, der Nomokanon des Heiligen Sava, der Dušan-Kodex, der Münchner Serbische Psalter und andere. Das erste gedruckte Buch in serbischer Sprache war das Cetinje Octoechos (1494).
Bemerkenswert ist die umfangreiche Verwendung diakritischer Zeichen im Resava-Dialekt und die Verwendung des Buchstaben djerv (Ꙉꙉ) für die serbischen Reflexe der vorslawischen Buchstaben *tj und *dj (*t͡ɕ, *d͡ʑ, *d͡ʒ und *tɕ). Später entwickelte sich der Buchstabe zu den Buchstaben dje (Ђђ) und tshe (Ћћ).

### Reform durch Karadžić

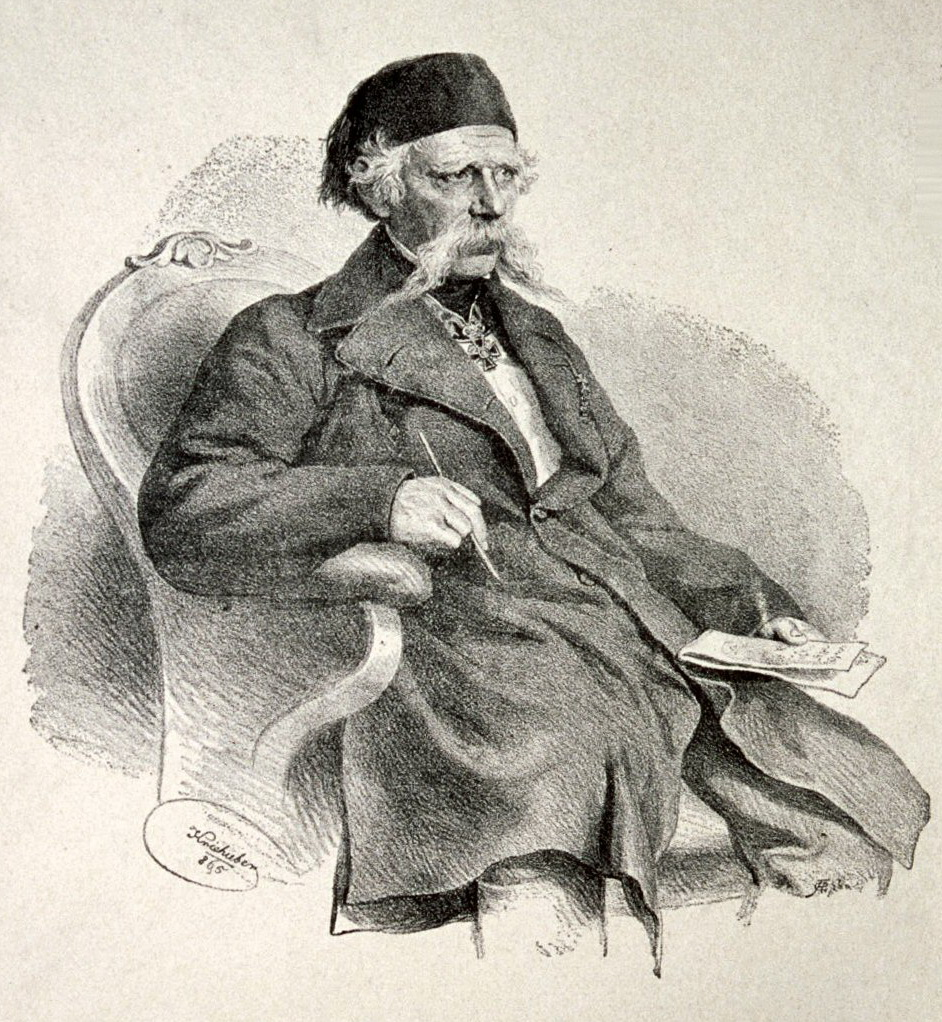
Serbian linguist Vuk Karadžić

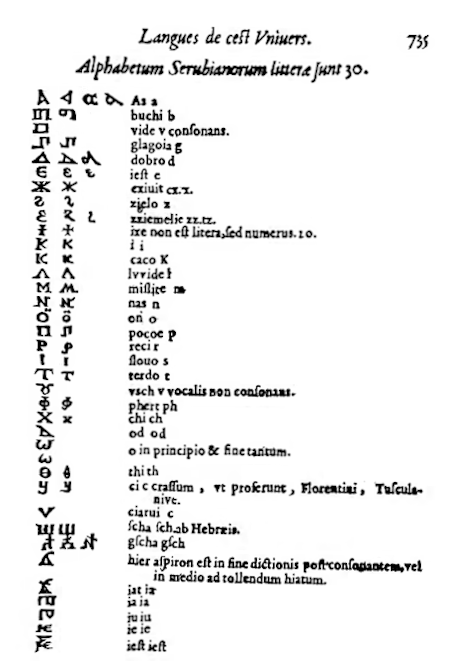
Serbische kyrillische Alphabetschrift von Claude Duret, 16. Jahrhundert

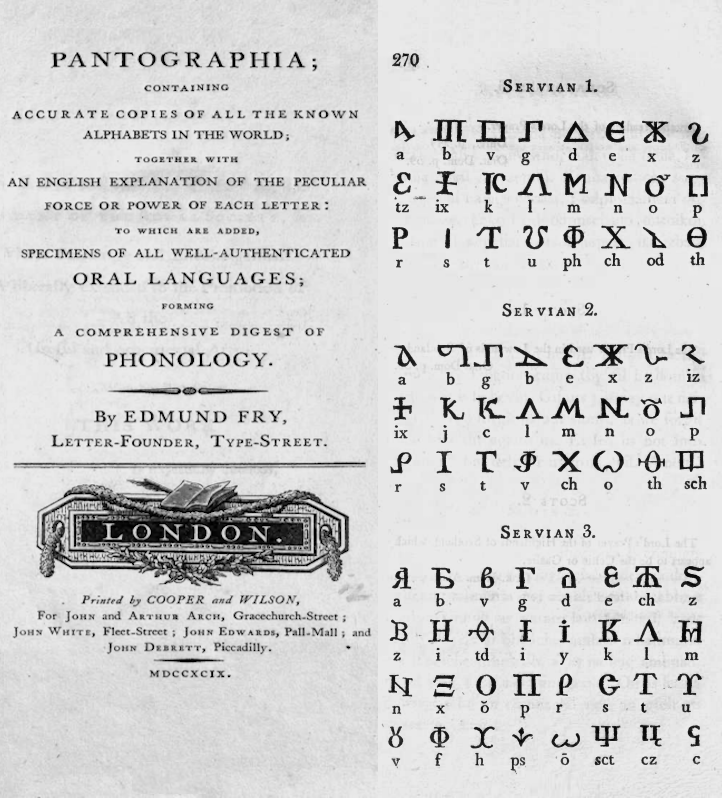
Serbische kyrillische Alphabetschrift von Edmund Fry, 1799

Vuk Stefanović Karadžić floh während der serbischen Revolution 1813 aus Serbien nach Wien. Dort traf er Jernej Kopitar, einen Linguisten mit Interesse an Slawistik. Kopitar und Sava Mrkalj halfen Vuk, Serbisch und seine Rechtschreibung zu reformieren. Er stellte das Alphabet 1818 mit dem Serbischen Wörterbuch fertig.
Karadžić reformierte das Standard-Serbisch und standardisierte das serbische kyrillische Alphabet, indem er strenge phonemische Prinzipien nach dem Vorbild von Johann Christoph Adelung und dem tschechischen Alphabet von Jan Hus befolgte. Karadžićs Reformen des Standard-Serbisch modernisierten es und distanzierten es vom serbischen und russischen Kirchenslawischen, indem sie es stattdessen der Alltagssprache näher brachten, insbesondere dem Dialekt Ostherzegowinas, den er sprach. Karadžić war zusammen mit Đuro Daničić der wichtigste serbische Unterzeichner des Wiener Literaturabkommens von 1850, das, gefördert durch die österreichischen Behörden, den Grundstein für die serbische Sprache legte, die heute in verschiedenen Formen von Serben in Serbien, Montenegro, Bosnien und Herzegowina und Kroatien verwendet wird. Karadžić übersetzte auch das Neue Testament ins Serbische, das 1868 veröffentlicht wurde.
Er schrieb mehrere Bücher: Mala prostonarodna slaveno-serbska pesnarica und Pismenica serbskoga jezika im Jahr 1814 sowie zwei weitere in den Jahren 1815 und 1818, alle mit dem noch in der Entwicklung befindlichen Alphabet. In seinen Briefen von 1815 bis 1818 verwendete er: Ю, Я, Ы und Ѳ. In seinem Liederbuch von 1815 ließ er das Ѣ weg.
Das Alphabet wurde 1868, vier Jahre nach seinem Tod, offiziell angenommen. Aus der altslawischen Schrift hat Vuk diese 24 Buchstaben beibehalten:
Er fügte einen lateinischen Buchstaben hinzu:

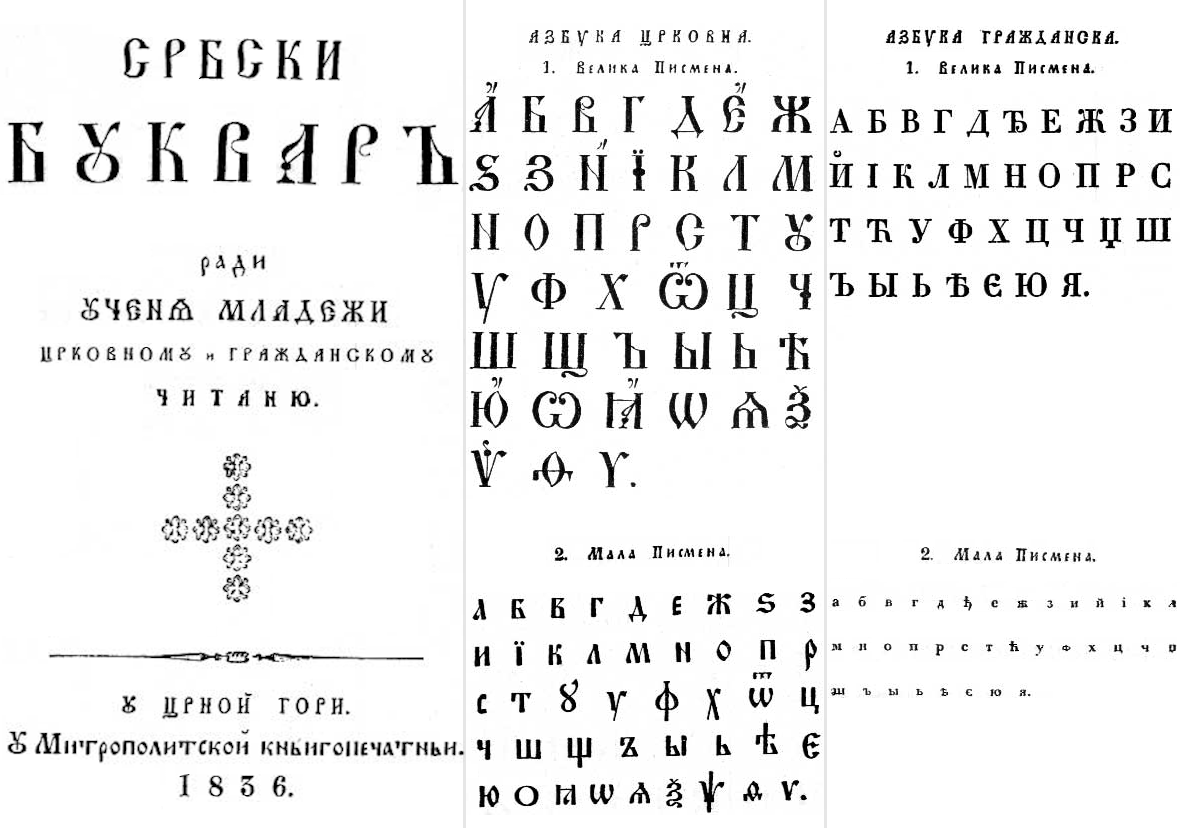
Serbische kyrillische Alphabetschrift vor und nach der Reform durch die öffentliche Kirche von Montenegro, Cetinje, 1836

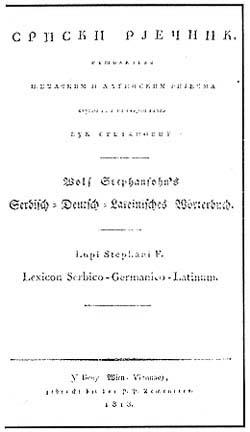
Serbisches Wörterbuch

Und fünf neue:
Er entfernte:

### Österreich-Ungarn
Am 3. und 13. Oktober 1914 erlassene Verordnungen untersagten die Verwendung der serbischen kyrillischen Schrift im Königreich Kroatien-Slawonien und beschränkten sie auf den Gebrauch im Religionsunterricht. Am 3. Januar 1915 wurde ein Dekret erlassen, das die öffentliche Verwendung der serbischen kyrillischen Schrift vollständig verbot. Eine kaiserliche Verordnung vom 25. Oktober 1915 verbot die Verwendung der serbischen kyrillischen Schrift im Kondominium Bosnien und Herzegowina, außer „im Rahmen der Autoritäten der serbisch-orthodoxen Kirche“.

### Zweiter Weltkrieg
Im Jahr 1941 verbot der nationalsozialistische Marionettenstaat Kroatien die Verwendung der Serbisch kyrillischen Schrift, nachdem er es am 25. April 1941 geregelt hatte, und im Juni 1941 begann man damit, „östliche“ (serbische) Wörter aus dem Kroatischen zu streichen und serbische Schulen zu schließen.

### Jugoslawien
Die serbische kyrillische Schrift war seit der Gründung Jugoslawiens im Jahr 1918 eine der beiden offiziellen Schriften, die zur Schrift von Serbokroatisch verwendet wurden. Die andere war lateinisches Alphabet (latinica).
Nach dem Zerfall Jugoslawiens in den 1990er Jahren wird die serbische kyrillische Schrift in Kroatien nicht mehr auf nationaler Ebene verwendet, während sie in Serbien, Bosnien und Herzegowina und Montenegro eine offizielle Schrift blieb.

### Zeitgenössische Periode
Gemäß der serbischen Verfassung von 2006 ist die kyrillische Schrift die einzige offiziell verwendete Schrift.

## Sonderbriefe
Die Ligaturen:

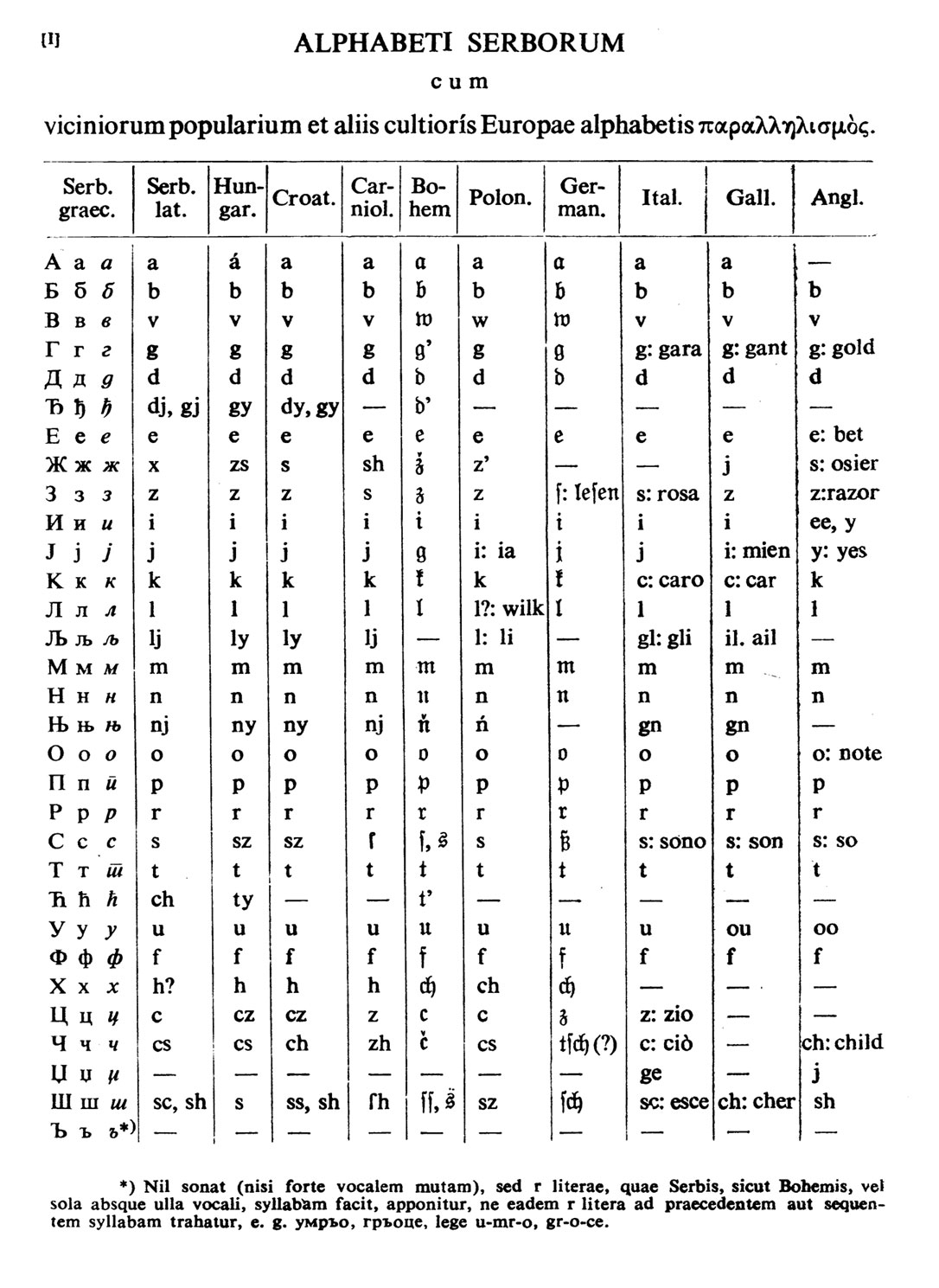
Serbisches Kyrillisch, aus der vergleichenden Orthographie europäischer Sprachen. Quelle: Vuk Stefanović Karadžić „Srpske narodne pjesme“ (Serbische Volksgedichte), Wien, 1841

wurden speziell für das serbische Alphabet entwickelt.
- Karadžić basierte die Buchstaben љ und њ auf einem Entwurf des serbischen Linguisten, Grammatikers, Philologen und Dichters Sava Mrkalj, der für seinen Versuch bekannt war, die serbische Sprache zu reformieren, indem er die Buchstaben Л (L) und H (N) mit dem weichen Zeichen (Ь) kombinierte.
- Karadžić basierte Џ auf dem Buchstaben „Gea“ im altserbischen kyrillischen Alphabet.
- Ћ wurde von Karadžić übernommen, um die stimmlose alveolo-palatale Affrikate (IPA: /tɕ/) darzustellen. Der Buchstabe basierte auf dem Buchstaben Djerv, dem 12. Buchstaben des glagolitischen Alphabets, sah aber anders aus; dieser Buchstabe wurde in der serbischen Schrift seit dem 9. Jahrhundert verwendet, um /ɡʲ/, /dʲ/ und /dʑ/ darzustellen.
- Karadžić übernahm für den Buchstaben Ђ einen Entwurf des serbischen Dichters, Prosaschriftstellers, Polyglotten und serbisch-orthodoxen Bischofs Lukijan Mušicki. Er basierte auf dem Buchstaben Ћ, wie ihn Karadžić adaptierte.
- Ј wurde aus dem lateinischen Alphabet übernommen, offenbar in Vorliebe gegenüber Й.

## Tastaturlayout
Das standardmäßige serbische Tastaturlayout für PCs ist wie folgt:

Alternative Varianten kyrillischer Kleinbuchstaben: Б/б, Д/д, Г/г, И/и, П/п, Т/т, Ш/ш.
Standardmäßige russische (östliche) Formen auf der linken Seite.
Abwechselnd bulgarische (westliche) aufrechte Formen in der Mitte.
Alternative serbische (südliche) Kursivformen auf der rechten Seite.